# Thorelliola
Thorelliola – rodzaj pająków z rodziny skakunowatych i podrodziny Salticinae. Obejmuje 19 opisanych gatunków. Występują w Azji Południowo-Wschodniej i Oceanii, większość to endemity Nowej Gwinei.

## Morfologia
Pająki o rozmiarach od małych do średnich. Zazwyczaj mają wysoki karapaks. Samce wielu gatunków mają na nadustku szczecinki powiększone do formy rogów, u innych jednak mają one postać zwykłych szczecinek makroskopowych, a u niektórych gatunków z Papui-Nowej Gwinei brak tej cechy zupełnie. Szczękoczułki mają ząb na tylnej krawędzi zaopatrzony w bruzdę i wskutek tego posiadający więcej niż jeden wierzchołek. U samców wielu gatunków w odsiebnej części przedniej powierzchni szczękoczułka umiejscowiony jest wyrostek. Samice mają płytkę płciową z dużym okienkiem pozbawionym zupełnie przegrody środkowej, co stanowi synapomorfię rodzaju. Ponadto genitalia samic wielu gatunków odznaczają się obecnością pary spermatek wtórnych obok pary spermatek pierwotnych. Nogogłaszczki samców mają wydatne szczecinki makroskopowe na goleniach, a u części gatunków także na udach. Bulbus ma tegulum pozbawione płata dosiebnego, natomiast embolus może przyjmować rozmaitą długość. 

## Rozprzestrzenienie
Przedstawiciele rodzaju zamieszkują krainę orientalną i australijską. Rozprzestrzenieni są w Azji Południowo-Wschodniej i Oceanii od Półwyspu Malajskiego na zachodzie po Hawaje, Markizy i Tuamotu na zachodzie. Centrum bioróżnorodności znajduje się na Nowej Gwinei, gdzie występuje endemicznie 13 gatunków. Najszerzej rozsiedlony jest T. ensifera, występując w Malezji, Indonezji, Samoa, Polinezji Francuskiej i na Hawajach. Dwa gatunki są endemitami Wysp Banda. Poza tym po jednym endemicie mają Jawa, Wyspy Marshalla i Karoliny.

## Taksonomia
Takson ten wprowadzony został w 1942 roku przez Embrika Stranda. Nazwę rodzajową nadano na cześć Tamerlana Thorella. Gatunekiem typowym wyznaczono Plexippus ensifer, opisanego w 1877 roku przez Thorella.
Do rodzaju tego należy 19 opisanych gatunków:

- Thorelliola aliena Zhang & Maddison, 2012
- Thorelliola biapophysis Gardzinska & Patoleta, 1997
- Thorelliola crebra Zhang & Maddison, 2012
- Thorelliola cyrano Szűts & De Bakker, 2004
- Thorelliola dissimilis Gardzińska, 2009
- Thorelliola doryphora (Thorell, 1881)
- Thorelliola dumicola Berry, Beatty & Prószyński, 1997
- Thorelliola ensifera (Thorell, 1877)
- Thorelliola glabra Gardzinska & Patoleta, 1997
- Thorelliola javaensis Gardzinska & Patoleta, 1997
- Thorelliola joannae Zhang & Maddison, 2012
- Thorelliola mahunkai Szüts, 2002
- Thorelliola monoceros (Karsch, 1881)
- Thorelliola pallidula Gardzińska, 2009
- Thorelliola squamosa Zhang & Maddison, 2012
- Thorelliola tamasi Zhang & Maddison, 2012
- Thorelliola truncilonga Gardzinska & Patoleta, 1997
- Thorelliola tualapa Zhang & Maddison, 2012
- Thorelliola zabkai Zhang & Maddison, 2012

Rodzaj ten do niedawna umieszczano w podrodzinie Euophoryinae. Po rewizji systematyki skakunowatych z 2015 roku takson ten ma status plemienia w kladzie Simonida w obrębie podrodziny Salticinae. W morfologiczno-molekularnej analizie filogenetycznej przeprowadzonej w 2015 roku przez Junxia Zhang i Wayne’a Maddisona nie przyporządkowano rodzaju do żadnego z wyróżnionych w obrębie Euophoryinae kladów.